# Francescane
Le francescane sono le religiose appartenenti al secondo e al terzo ordine di san Francesco d'Assisi.

## Monache
Le monache francescane sono dedite alla vita contemplativa e vivono in monasteri sui iuris riuniti in federazioni legate alle varie famiglie francescane del prim'ordine (frati minori, conventuali, cappuccini, Terz'Ordine regolare di San Francesco).
- clarisse (damianite o innocenziane)
- clarisse urbaniste
- clarisse cappuccine
- clarisse cappuccine sacramentarie
- clarisse colettine
- clarisse sacramentarie
- concezioniste francescane
- Ordine della Vergine Maria
- terziarie francescane elisabettine
- terziarie regolari francescane

## Suore
Le suore francescane sono le religiose appartenenti a congregazioni e istituti femminili idealmente o spiritualmente partecipi del carisma francescano e aggregate alle varie famiglie francescane del prim'ordine.

### Congregazioni aggregate ai frati minori
- Ancelle francescane riparatrici di Gesù Sacramentato
- Figlie della misericordia francescane, di Curzola
- Figlie della Santa Vergine Immacolata di Lourdes, di Massa Lubrense
- Figlie di Nazareth, di Pisa
- Figlie di San Francesco serafico, di Sandomierz
- Francescane di Nostra Signora del Rifugio, di Guadalajara
- Francescane di San Giorgio Martire, di Thuine
- Francescane di Santa Maria degli Angeli, di Waldbreitbach
- Francescane missionarie della Madre del Divin Pastore
- Minime suore del Sacro Cuore, di Poggio a Caiano
- Missionarie figlie del Calvario
- Missionarie francescane della Divina Maternità
- Piccole ancelle di Cristo Re
- Piccole francescane di Maria, di Baie-Saint-Paul
- Piccole missionarie eucaristiche, di Bagnoli
- Povere figlie delle Sacre Stimmate di San Francesco d'Assisi
- Povere francescane della Sacra Famiglia, di Mallersdorf
- Povere suore francescane dell'adorazione perpetua, di Olpe
- Povere suore scolastiche di San Francesco Serafico, di Vöcklabruck
- Religiose dei Sacri Cuori di Gesù e Maria, di Castellammare
- Religiose francescane del gregge di Maria, di Cadice
- Religiose francescane dell'Immacolata Concezione, di Valencia
- Religiose francescane della Purissima Concezione, di Murcia
- Religiose francescane di Sant'Antonio, di Ariccia
- Religiose francescane missionarie dell'Immacolata Concezione, di Barcellona
- Religiose francescane missionarie dell'Immacolata, di Quito
- Suore ancelle missionarie del Santissimo Sacramento, di Venezia
- Suore catechiste francescane, di Joinville
- Suore clarisse francescane missionarie del Santissimo Sacramento, di Bertinoro
- Suore degli infermi di San Francesco, di Telgte
- Suore dell'apostolato cattolico, o Pallottine
- Suore dell'assistenza sociale sotto il patrocinio di Sant'Antonio, di Poznań
- Suore della Divina Provvidenza, di San Antonio
- Suore della Passione di Nostro Signore Gesù Cristo, di Płock
- Suore della Sacra Famiglia, o Istituto Lega
- Suore della Santissima Madre Addolorata
- Suore di carità del Verbo Incarnato, di Houston
- Suore di Nostra Signora del Ritiro al Cenacolo
- Suore di San Bernardino da Siena, di Reading
- Suore di San Francesco d'Assisi, di Lione
- Suore di San Francesco, di Clinton
- Suore di San Giuseppe Benedetto Cottolengo
- Suore francescane adoratrici della Santa Croce
- Suore francescane alcantarine
- Suore francescane ancelle di Maria
- Suore francescane angeline
- Suore francescane cooperatrici parrocchiali dell'Assunzione
- Suore francescane dei Sacri Cuori, di Capua
- Suore francescane del Cuore di Gesù, di Gozo
- Suore francescane del Regno di Gesù Cristo, di Manage
- Suore francescane del Sacro Cuore di Gesù, di Caracas
- Suore francescane del Sacro Cuore di Gesù, di Rio de Janeiro
- Suore francescane del Signore della Città
- Suore francescane dell'espiazione, o dell'Atonement
- Suore francescane dell'Immacolata Concezione della Beata Vergine Maria, di Bonlanden
- Suore francescane dell'Immacolata Concezione, di Glasgow
- Suore francescane dell'Immacolata Concezione, di Graz
- Suore francescane dell'Immacolata Concezione, di Lipari
- Suore francescane dell'Immacolata Concezione, di Ragusa di Dalmazia
- Suore francescane dell'Immacolata, di San Piero a Ponti
- Suore francescane della carità
- Suore francescane della Congregazione di Nostra Signora di Lourdes, di Rochester
- Suore francescane della misericordia, di Lussemburgo
- Suore francescane della penitenza e della carità cristiana, di Heythuysen
- Suore francescane della Presentazione di Maria, di Coimbatore
- Suore francescane della Sacra Famiglia di Gesù, Maria e Giuseppe, di Dubuque
- Suore francescane della Santissima Annunziata, di Figline Valdarno
- Suore francescane di Allegany
- Suore francescane di Chicago
- Suore francescane di Cristo Re, di Venezia
- Suore francescane di Gesù Crocifisso
- Suore francescane di Glen Riddle
- Suore francescane di Gnadenthal
- Suore francescane di Little Falls
- Suore francescane di Maria Immacolata, di Joliet
- Suore francescane di Maria, di Saint Louis
- Suore francescane di Nostra Signora del Buon Consiglio, di Madrid
- Suore francescane di Nostra Signora del Buon Soccorso, di Madras
- Suore francescane di Nostra Signora del Monte, di Genova
- Suore francescane di Nostra Signora del Perpetuo Soccorso
- Suore francescane di Nostra Signora del Rifugio
- Suore francescane di Nostra Signora delle Vittorie
- Suore francescane di Oirschot
- Suore francescane di Oldenburg
- Suore francescane di Peoria
- Suore francescane di San Giuseppe, di Valkenburg
- Suore francescane di Sant'Antonio
- Suore francescane di Sant'Elisabetta, di Bad Kissingen
- Suore francescane di Sant'Elisabetta, di Casalino
- Suore francescane di Sant'Elisabetta, di Humboldt
- Suore francescane di Sint Lucia
- Suore francescane elisabettine, Bigie
- Suore francescane figlie dei Sacri Cuori di Gesù e Maria
- Suore francescane insegnanti, di Praga
- Suore francescane missionarie del Cuore Immacolato di Maria, d'Egitto
- Suore francescane missionarie del Sacro Cuore
- Suore francescane missionarie della Natività di Nostra Signora
- Suore francescane missionarie di Cristo Re
- Suore francescane missionarie di Gesù Bambino
- Suore francescane missionarie di Maria
- Suore francescane missionarie di San Giuseppe
- Suore francescane ospedaliere dell'Immacolata Concezione
- Suore francescane ospedaliere di Santa Elisabetta
- Suore francescane regolari di Ognissanti
- Suore grigie del Terz'ordine di San Francesco
- Suore missionarie di Nostra Signora degli Angeli
- Suore missionarie francescane dell'Immacolata Concezione di Maria
- Suore missionarie francescane, di  Córdoba
- Suore oblate di Sant'Antonio di Padova, di Brindisi
- Suore orsoline di San Girolamo, di Somasca
- Suore ospedaliere di Gesù Nazareno
- Suore scolastiche francescane di Cristo Re, di Maribor
- Suore scolastiche francescane, di Vienna
- Suore terziarie francescane elisabettine, di Padova
- Suore terziarie francescane, di Bressanone
- Vergini di San Giuseppe, Istituto Tavelli

### Congregazioni aggregate ai frati minori conventuali
Gli istituti femminili aggregati all'ordine dei frati minori conventuali sono (tra parentesi, la data di aggregazione):
- Ancelle del Sacro Cuore di Gesù (1928)
- Ancelle della Santa Infanzia di Gesù (1928)
- Figlie di San Francesco d'Assisi, di Budapest (1940)
- Francescane Conventuali della Missione dell'Immacolata, di Hastings on Hudson (1906)
- Francescane del Preziosissimo Sangue, di Hinganfu (1925)
- Francescane della Milizia dell'Immacolata in Giappone (1950)
- Francescane della Sacra Famiglia (1911)
- Francescane di San Raffaele Arcangelo, di Budíškovice (1970)
- Missionarie dell'Immacolata Padre Kolbe (1954)
- Missionarie Figlie di Gesù Crocifisso, Tempio Pausania (n.d.)
- Missionarie Francescane di Gesù Crocifisso, di Gravina (1948)
- Missionarie Militi dell'Immacolata (1963)
- Religiose della Sacra Famiglia (n.d.)
- Suore Annunziate di Veltem (1914)
- Suore del Famulato Cristiano (1955)
- Suore del Prado (1930)
- Suore del Santissimo Sacramento per gli Indiani e i Negri (1912)
- Suore dell'Immacolata di Santa Chiara (1953)
- Suore della Madre di Dio (1936)
- Suore della Presentazione della Beata Vergine Maria (n.d.)
- Suore della Provvidenza (1913)
- Suore di carità dell'Immacolata Concezione (1909)
- Suore di San Paolo di Herxheim (1921)
- Suore Francescane dell'Adorazione Perpetua (1870)
- Suore Francescane della Carità Cristiana (1900)
- Suore Francescane della Famiglia di Maria (1903)
- Suore Francescane della Misericordia (1912)
- Suore Francescane della Penitenza e della Carità Cristiana (1900)
- Suore Francescane della Penitenza e della Carità (1917)
- Suore Francescane di San Giuseppe (1909)
- Suore Francescane di Syracuse (1902)
- Suore Francescane Missionarie di Assisi (1702)
- Suore Orsoline dell'Immacolata Concezione (1946)

### Congregazioni aggregate al T.O.R.
- Suore francescane dell'Immacolata Vergine Maria, Madre di Dio, di Pittsburgh, aggregate nel 1936[4] (unite nel 2007 alle francescane di Syracuse)
- Suore francescane figlie della misericordia, di Maiorca, aggregate nel 1920[4]
- Suore francescane di Santa Chiara, di Corleone, aggregate nel 1923[4]